# نخل‌های کلمی
نخل‌های کلمی (نام علمی: Livistona) نام یک سرده از تیره نخل است.